# ويليام كينكيد (عازف فلوت)
ويليام كينكيد (بالإنجليزية: William M. Kincaid)‏ هو عازف فلوت ‏ أمريكي، ولد في 26 أبريل 1895 في منيابولس في الولايات المتحدة، وتوفي في 27 مارس 1967 في فيلادلفيا في الولايات المتحدة.

## وصلات خارجية
- ويليام كينكيد على موقع ميوزك برينز (الإنجليزية)